# 陇西郡
陇西郡，是一个中国古代的郡，其范围历史上有显著变化，秦漢時轄地範圍較大，一度包括今甘肅省南部和東南部的天水、蘭州等地區，是古絲綢之路必經之地，地處渭水上游，地理位置很重要，兵家必爭之地。秦初置三十六郡時，隴西是其中之一，秦漢時郡治在狄道（今甘肅省臨洮縣南），三國時後遷到襄武縣（今甘肅省隴西縣東南），唐時改隴西郡為渭州，隴西郡之名從此消失，郡治襄武縣保留了隴西之名，成為隴西縣。金、元時改名鞏昌府，民國以後改名隴西縣。

## 行政建置沿革

### 秦代隴西郡

#### 先秦時期
在戰國時期屬義渠國之地，秦昭王二十八年（前279年）以前秦攻義渠後置郡。因位在隴山（六盤山南段別稱，為渭河平原和隴西高原之分界）以西而得名。

#### 秦漢時期
秦統一中國後，實行郡縣制，分全國為三十六郡，仍置隴西郡，治狄道縣（今甘肅省臨洮縣）辖，轄縣數不明，據近人后曉榮《秦代政區地理》所考証，秦朝隴西領郡領縣為狄道、西、蘭干、略陽、上邽、冀、邸道、故道、臨洮、獂道、綿諸、襄武、阿陽、下辨、辨道、戎道、武都道、予道、薄道、成紀、枹罕等21縣。相當於現在的蘭州市、定西市、天水市、隴南地區一部和臨夏一部的總和（《西漢政區地理》）。為當時右拒西羌、左護咸陽之要郡，兵家必爭之要地。
西漢繼承秦代領縣。西漢時大概新增安故、首陽、大夏、羌道、白石等縣；元鼎三年（前114年），分蘭干、略陽、冀、獂道、綿諸、阿陽、戎道、成紀等縣置天水郡；元鼎六年（前111年），故道、下辨道、武都道等縣移屬武都郡；始元六年（前81年），白石、枹罕2縣移屬金城郡。
西漢末領狄道、上邽、氐道、予道、襄武、臨洮、西，安故、首陽、大夏、羌道11縣，屬涼州刺史部。
元始二年（2年），涼州地區總戶口有26萬6799戶，總人口107萬1325人，約佔當時全國人口的1.86%。其中隴西郡有戶數53,964，人口236,824，人口佔當時全國比例0.41%，郡域面積約25,443平方公里，人口密度每平方公里約9.31人。
東漢時隴西郡治領縣如舊，屬涼州，但永和五年（140年）時，人口銳減到5628戶，29637人。東漢初省予道縣。建武十二年（36年）省金城郡，其枹罕、白石、河關等13縣屬隴西郡，次年（37年）以允吾、浩亹、令居等10縣復置金城郡。永元元年（89年）前置鄣縣（治今甘肅省漳縣西）。永初五年（111年）以前，上邽、西、羌道3縣移屬漢陽郡。因羌亂，永初五年（111年）三月，郡治由狄道縣內徙到襄武縣，延光三年（124年）還治狄道縣。陽嘉二年（133年）復置南部都尉一職。建安十八年（213年）以後涼州併入雍州，歸屬雍州管轄。建安末因亂而廢枹罕、白石2縣。
東漢末，領狄道、安故、氐道、首陽、大夏、襄武、臨洮、鄣、河關9縣。

#### 魏晉十六國時期
三國時期曹魏隴西郡遷治襄武縣（今甘肅省隴西縣東），領狄道、安故、氐道、首陽、大夏、襄武、臨洮、鄣、河關9縣。安故、大夏、鄣、氐道4縣無考。魏末領襄武、首陽、臨洮、狄道、河關、枹罕6縣。
泰始元年（265年）晉代魏後，封宗室司馬泰為隴西王，改隴西郡為隴西國，元康六年（296年）左右司馬泰改封高密王，隴西國除。郡治襄武縣（今甘肅省隴西縣東），領襄武、首陽、臨洮、狄道、河關、枹罕6縣。西晉時廢枹罕縣。太康年間（280-289）人口統計，晉代隴西國僅有三千戶。元康年間（291-299）狄道、臨洮、河關3縣移屬狄道郡。西晉末領襄武、首陽2縣。
太興二年（319年）秦州刺史陳安投降前趙主劉曜。
十六國前趙、後趙時，隴西郡仍屬秦州。前秦改屬河州。後涼屬涼州。後秦屬雍州。西秦復屬秦州。

#### 南北朝時期
南北朝时，北魏屬渭州。西魏、北周因之。北周隴西郡領襄武、鄣、新興3縣。隋文帝時實行廢郡存州制，隴西郡被廢除，由渭州管轄。

### 隋代隴西郡
隋朝大業三年（607年）改渭州置隴西郡，治襄武縣（今甘肃省隴西縣東南），領襄武、隴西、鄣、長川、渭源5縣。
唐武德元年（618年）廢郡改置渭州。天寶元年（742年）改渭州為隴西郡。仍治襄武縣（今隴西縣東南），有戶6425，人口24520。下辖四县：襄武县、陇西县、鄣县、渭源县。屬隴右道。乾元元年（758年），天下改郡为州，最终改隴西郡為渭州，隴西郡之名從此消失，郡治襄武县保留了陇西之名，成为陇西县。
| 县名   | 现在地名 | 简介                                                                                               | 备注 |
| ------ | -------- | -------------------------------------------------------------------------------------------------- | ---- |
| 襄武县 |          | 上。                                                                                               |      |
| 陇西县 |          | 上。                                                                                               |      |
| 鄣县   |          | 下。天授二年曰武阳县，神龙元年复故名。南二里有盐井。                                               |      |
| 渭源县 |          | 上。高宗上元二年更名首阳县，于渭源故县别置渭源县。仪凤三年省首阳入渭源。有鸟鼠同穴山，一名青雀山。 |      |

## 長官

### 隴西守（—前148年）
- 李崇，字伯祐，戰國時在任。[14]
- 公孫昆邪，北地義渠人，漢景帝前六年（前151年）前後在任。[15]

### 隴西太守（前148年—9年）
- 李廣，隴西成紀人，漢景帝時在任。[16]
- 馮野王，字君卿，上黨潞人，漢元帝時在任。[17]
- 馮逡，字子產，上黨潞人，漢成帝時在任。[17]
- 何並，字子廉，右扶風平陵人，漢哀帝時在任。[18]

### 厭戎連率（9年—23年）
- 蔡勳，陳留圉人，新莽始建國中在任。[19]

### 隴西太守（23年—265年）
- 馬援，字文淵，右扶風茂陵人，漢光武帝建武十一年（35年）拜。[20]
- 韓尋，潁川舞陽人，漢光武帝時在任。[21]
- 劉盱，漢光武帝建武中元元年（56年）前後在任。[22]
- 鄧融，漢明帝時在任。[23]
- 孫純，漢章帝建初元年（76年）前後在任。[24]
- 張紆，漢章帝元和三年（86年）前後在任。[24]
- 馮緄，字鴻卿，巴郡宕渠人，漢桓帝時在任。[25]
- 孫羌，漢桓帝延熹六年（163年）前後在任。[26]
- 魯謙，右扶風平陵人，東漢後期在任。[27]
- 李相如，漢靈帝中平三年（186年）反。[28]
- 徐邈，字景山，燕國薊人，漢獻帝後期領。[29]
- 游楚，字仲允，魏明帝太和中在任。[30]
- 束混，陽平元城人，曹魏時在任。[31]
- 牽弘，安平觀津人，魏元帝時在任。[32]

### 隴西內史（289年—296年）
- 張越，晉昌人，晉惠帝時在任。[33]
- 徐暢，字彥春，高平人，晉惠帝時在任。[34]

### 隴西太守（296年—395年）
- 韓稚，晉惠帝永興二年（305年）前後在任。[35]
- 閻纂，西晉時在任。[36]
- 吳紹，晉愍帝建興四年（316年）前後在任。[33]
- 梁勛，322年降於前趙。[37]
- 姜衡，前秦時在任。[38]
- 越質詰歸，前秦時在任。[39]

### 隴西內史（395年—413年）
- 索棱，後秦姚興弘始十三年（411年）領，十五年（413年）以隴西降於西秦。[40]

### 隴西太守（413年—557年）
- 姚秦都，南安赤亭人，後秦姚泓時領。[41]
- 李富，隴西成紀人，北魏太武帝時贈。[42]
- 王潤，秦川略陽人，北魏時在任。[43]
- 梁去斤，長池人，北魏獻文帝時在任。[44]
- 于提，代人，北魏孝文帝時在任。[45]
- 權曇騰，天水顯親人，北魏後期在任。[46]
- 薛巒，河東汾陰人，北魏後期帶。[47]

### 隴西太守（607年—618年）
- 韓洪，字叔明，河南東垣人，隋煬帝大業六年（610年）前後在任。[48]

### 隴西太守（742年—758年）
- 薛上童，河東汾陰人，唐玄宗天寶中在任。[49]
- 鄧景山，唐肅宗至德元载（756年）前後在任。[50]

## 國主
- 隴西王司馬泰，265年—296年在位。
- 隴西王姚碩德，395年—？在位。